# 요레스 오코레
텟치 요레스 샤를마뉴 울리히 오코레(프랑스어: Tetchi Jores Charlemagne Ulrich Okore, 1992년 8월 11일 ~ )는 코트디부아르 출신 덴마크의 축구 선수이다. 현재 중국 슈퍼리그 소속인 창춘 야타이에서 활약하고 있으며, 포지션은 센터백이다.